# Sunnyside (Waszyngton)
Sunnyside – miasto w Stanach Zjednoczonych, w stanie Waszyngton, w hrabstwie Yakima.